# Sensitivitet och specificitet
Sensitivitet och specificitet är statistiskt mått som mäter tillförlitligheten hos testmetoder av typen binära klassifikationstest. Sådana testmetoder är bland annat vanliga inom medicinen, och ger svaret "positivt" eller "negativt" på frågan om förekomsten av ett visst tillstånd, till exempel en sjukdom.
En testmetods sensitivitet är sannolikheten för positivt testresultat när positivt resultat är det korrekta resultatet, och specificitet är sannolikheten för negativt testresultat när negativt resultat är det korrekta resultatet.